# Préseau
 Préseau  là một xã ở trong tỉnh Nord ở miền bắc nước Pháp. Xã này có diện tích 6,34 kilômét vuông, dân số năm 1999 là 1833 người. Xã nằm ở khu vực có độ cao trung bình 85 mét trên mực nước biển.